# Como Calcio 1989-1990
Questa voce raccoglie le informazioni riguardanti il Como Calcio nelle competizioni ufficiali della stagione 1989-1990.

## Stagione agonistica
Nella stagione 1989-1990 dopo la retrocessione dell'anno precedente dalla massima serie, i lariani sono candidati tra i favoriti (insieme alle retrocesse Pisa, Pescara, Torino e alle outsider Parma, Reggina, Cagliari) per la promozione in Serie A: dopo aver ceduto il talento Marco Simone al Milan e le bandiere Albiero e Todesco e il fuoriclasse Corneliusson, la squadra nelle prime 10 giornate incassa due vittorie, cinque pareggi e tre sconfitte.
Il 5 novembre, dopo la sconfitta in trasferta (1-0) di Barletta, Vitali è stato esonerato ed è stato sostituito Galeone che ha fatto di tutto per salvare una squadra a ridosso della zona retrocessione, ma la situazione è ulteriormente peggiorata: infatti la prima vittoria (2-0) della nuova gestione è giunta solo il 4 marzo, in casa contro il Padova mentre qualche settimana prima i biancazzurri avevano subito un umiliante tracollo (5-0) in casa del lanciatissimo Torino.
Galeone si dimette il 1º aprile, l'arrivo del tecnico della primavera Massola non ha portato nulla di nuovo, il 6 maggio con la sconfitta (2-0) subita a Reggio Emilia i lariani sono retrocessi in Serie C1 dopo 11 anni ed è stata la seconda retrocessione consecutiva. Da segnalare che nelle 38 gare la squadra ha messo a segno solo 16 gol, e di questi appena 4 realizzati in trasferta, in tutto raccoglie 27 punti e retrocede con il Monza, il Licata ed il Catanzaro.
Nella Coppa Italia, ritornata ad eliminazione diretta, il Como nel primo turno supera l'Empoli (2-1) e nel secondo viene estromesso dalla Fiorentina: l'incontro termina 1-1, poi ai tiri di rigore s'impone la viola con un interminabile 10-9.

## Divise e sponsor
Lo sponsor tecnico per la stagione 1989-1990 è stato Adidas, mentre cambia dopo 5 stagioni lo sponsor ufficiale sulle maglie, che diventa la FISAC (azienda di Grandate leader nella lavorazione della seta) che rimpiazza la Mita (azienda giapponese produttrice di fotocopiatrici).

## Rosa
| N. |                   | Ruolo | Calciatore        |
| -- | ----------------- | ----- | ----------------- |
|    | Italia (bandiera) | P     | Ruggiero Aiani    |
|    | Italia (bandiera) | P     | Marco Savorani    |
|    | Italia (bandiera) | D     | Enrico Annoni     |
|    | Italia (bandiera) | D     | Rosario Biondo    |
|    | Italia (bandiera) | D     | Catello Cimmino   |
|    | Italia (bandiera) | D     | Lorenzo D'Anna    |
|    | Italia (bandiera) | D     | Andrea Fortunato  |
|    | Italia (bandiera) | D     | Giacomo Gattuso   |
|    | Italia (bandiera) | D     | Roberto Lorenzini |
|    | Italia (bandiera) | D     | Stefano Maccoppi  |
|    | Italia (bandiera) | D     | Vincenzo Maiuri   |
|    | Italia (bandiera) | D     | Andrea Tubaldo    |
|    | Italia (bandiera) | C     | Cristian Boscolo  |

| N. |                    | Ruolo | Calciatore                 |
| -- | ------------------ | ----- | -------------------------- |
|    | Italia (bandiera)  | C     | Giancarlo Centi            |
|    | Italia (bandiera)  | C     | Massimiliano De Mozzi      |
|    | Italia (bandiera)  | C     | Giuseppe Ferazzoli         |
|    | Italia (bandiera)  | C     | Salvatore Giunta           |
|    | Italia (bandiera)  | C     | Achille Mazzoleni          |
|    | Italia (bandiera)  | C     | Valerio Mazzuccato         |
|    | Brasile (bandiera) | C     | Luiz Milton de Souza Filho |
|    | Italia (bandiera)  | C     | Egidio Notaristefano       |
|    | Italia (bandiera)  | C     | Marco Sinigaglia           |
|    | Italia (bandiera)  | C     | Francesco Turrini          |
|    | Italia (bandiera)  | A     | Marco Lucchi Tuelli        |
|    | Italia (bandiera)  | A     | Graziano Mannari           |
|    | Italia (bandiera)  | A     | Alvaro Zian                |

## Risultati

### Campionato

#### Girone di andata
| Arbitro: | Lombardi (La Spezia) |

|                           |           |  |
| Mannari 38’ Ferazzoli 72’ | Marcatori |  |

| Brescia 3 settembre 1989 2ª giornata | Brescia             | 0 – 0 referto | Como | Stadio Mario Rigamonti\| Arbitro: \| Bailo (Novi Ligure) \| |
| Arbitro:                             | Bailo (Novi Ligure) |               |      |                                                             |

| Como 10 settembre 1989 3ª giornata | Como               | 0 – 0 referto | Parma | Stadio Giuseppe Sinigaglia\| Arbitro: \| Stafoggia (Pesaro) \| |
| Arbitro:                           | Stafoggia (Pesaro) |               |       |                                                                |

| Arbitro: | Quartuccio (Torre Annunziata) |

|                |           |  |
| Fiorentini 74’ | Marcatori |  |

| Como 24 settembre 1989 5ª giornata | Como                | 0 – 0 referto | Torino | Stadio Giuseppe Sinigaglia\| Arbitro: \| Amendolia (Messina) \| |
| Arbitro:                           | Amendolia (Messina) |               |        |                                                                 |

| Arbitro: | Bailo (Novi Ligure) |

|               |           |                |
| Lorenzini 87’ | Marcatori | M. Orlando 49’ |

| Padova 8 ottobre 1989 7ª giornata | Padova                    | 0 – 0 referto | Como | Stadio Silvio Appiani\| Arbitro: \| Merlino (Torre del Greco) \| |
| Arbitro:                          | Merlino (Torre del Greco) |               |      |                                                                  |

| Arbitro: | Dal Forno (Ivrea) |

|  |           |              |
|  | Marcatori | Flamigni 65’ |

| Arbitro: | Bruni (Arezzo) |

|                      |           |  |
| Gasperini 42’ (rig.) | Marcatori |  |

| Arbitro: | Boemo (Cervignano del Friuli) |

|                       |           |  |
| Castagnini 33’ (aut.) | Marcatori |  |

| Arbitro: | Bailo (Novi Ligure) |

|                     |           |  |
| Vincenzi 65’ (rig.) | Marcatori |  |

| Catanzaro 12 novembre 1989, ore 15.00 12ª giornata | Catanzaro            | 0 – 0 referto | Como | Stadio Nicola Ceravolo\| Arbitro: \| Trentalange (Torino) \| |
| Arbitro:                                           | Trentalange (Torino) |               |      |                                                              |

| Arbitro: | Felicani (Bologna) |

|            |           |                               |
| Milton 28’ | Marcatori | Baiano 50’ (rig.) Onorati 59’ |

| Arbitro: | Boggi (Salerno) |

|             |           |  |
| M. Poli 35’ | Marcatori |  |

| Como 3 dicembre 1989 15ª giornata | Como                          | 0 – 0 referto | Reggiana | Stadio Giuseppe Sinigaglia\| Arbitro: \| Boemo (Cervignano del Friuli) \| |
| Arbitro:                          | Boemo (Cervignano del Friuli) |               |          |                                                                           |

| Arbitro: | Iori (Parma) |

|                  |           |  |
| Berlinghieri 32’ | Marcatori |  |

| Arbitro: | Ceccarini (Livorno) |

|                   |           |                          |
| Milton 11’ (rig.) | Marcatori | Trombetta 45’ Papais 18’ |

| Licata 30 dicembre 1989 18ª giornata | Licata            | 0 – 0 referto | Como | Stadio Dino Liotta\| Arbitro: \| Arcangeli (Terni) \| |
| Arbitro:                             | Arcangeli (Terni) |               |      |                                                       |

| Arbitro: | Boggi (Salerno) |

|  |           |                                  |
|  | Marcatori | Messersì 21’ Savorani 24’ (aut.) |

#### Girone di ritorno
| Arbitro: | Cinciripini (Ascoli Piceno) |

|           |           |  |
| Fonte 21’ | Marcatori |  |

| Como 28 gennaio 1990 21ª giornata | Como         | 0 – 0 referto | Brescia | Stadio Giuseppe Sinigaglia\| Arbitro: \| Iori (Parma) \| |
| Arbitro:                          | Iori (Parma) |               |         |                                                          |

| Parma 4 febbraio 1990 22ª giornata | Parma               | 0 – 0 referto | Como | Stadio Ennio Tardini\| Arbitro: \| Bailo (Novi Ligure) \| |
| Arbitro:                           | Bailo (Novi Ligure) |               |      |                                                           |

| Como 11 febbraio 1990 23ª giornata | Como              | 0 – 0 referto | Pisa | Stadio Giuseppe Sinigaglia\| Arbitro: \| Dal Forno (Ivrea) \| |
| Arbitro:                           | Dal Forno (Ivrea) |               |      |                                                               |

| Arbitro: | Guidi (Bologna) |

|                                                             |           |  |
| Gattuso 11’ (aut.) F. Romano 36’ Pacione 39’ Muller 7’, 38’ | Marcatori |  |

| Arbitro: | Monni (Sassari) |

|                          |           |          |
| Bagnato 28’ Simonini 45’ | Marcatori | Zian 31’ |

| Arbitro: | Iori (Parma) |

|                           |           |  |
| Ferazzoli 12’ Mannari 40’ | Marcatori |  |

| Arbitro: | Sguizzato (Verona) |

|  |           |            |
|  | Marcatori | Mannari 9’ |

| Arbitro: | Coppetelli (Tivoli) |

|  |           |            |
|  | Marcatori | Traini 36’ |

| Arbitro: | Piana (Modena) |

|                  |           |  |
| Padovano 9’, 32’ | Marcatori |  |

| Arbitro: | Scaramuzza (Mestre) |

|                             |           |  |
| Lorenzini 13’ Ferazzoli 38’ | Marcatori |  |

| Como 14 aprile 1990 31ª giornata | Como            | 0 – 0 referto | Catanzaro | Stadio Giuseppe Sinigaglia\| Arbitro: \| Monni (Sassari) \| |
| Arbitro:                         | Monni (Sassari) |               |           |                                                             |

| Arbitro: | Rosica (Roma) |

|              |           |  |
| Sorbello 24’ | Marcatori |  |

| Arbitro: | Quartuccio (Torre Annunziata) |

|  |           |                       |
|  | Marcatori | Bernardini 88’ (rig.) |

| Arbitro: | Lombardi (La Spezia) |

|                              |           |  |
| Bergamaschi 26’ Gabriele 34’ | Marcatori |  |

| Como 13 maggio 1990 35ª giornata | Como                        | 0 – 0 referto | Messina | Stadio Giuseppe Sinigaglia\| Arbitro: \| Cinciripini (Ascoli Piceno) \| |
| Arbitro:                         | Cinciripini (Ascoli Piceno) |               |         |                                                                         |

| Arbitro: | Bizzarri (Ferrara) |

|  |           |                    |
|  | Marcatori | Ferazzoli 46’, 67’ |

| Arbitro: | Scaramuzza (Mestre) |

|                       |           |  |
| Milton 43’ Giunta 68’ | Marcatori |  |

| Arbitro: | Cardona (Milano) |

|                                    |           |  |
| De Martino 4’, 58’ Ciocci 32’, 81’ | Marcatori |  |

### Coppa Italia
| Arbitro: | Piana (Modena) |

|                         |           |             |
| Milton 31’ Maccoppi 73’ | Marcatori | 42’ Vignola |

| Arbitro: | F. Baldas (Trieste) |

|                                                                          |                       |                                                                               |
| Bosco 39’                                                                | Marcatori             | 85’ Turrini                                                                   |
| Battistini Onorati Pioli Volpecina Baggio Buso Bosco G. Iachini Dertycia | Tiri di rigore 10 – 9 | Turrini Mazzucato Milton Mannari G. Ferazzoli Lorenzini Gattuso Biondo Annoni |

## Statistiche

### Statistiche di squadra
| Competizione | Punti | In casa | In casa | In casa | In casa | In casa | In casa | In trasferta | In trasferta | In trasferta | In trasferta | In trasferta | In trasferta | Totale | Totale | Totale | Totale | Totale | Totale | DR  |
| Competizione | Punti | G       | V       | N       | P       | Gf      | Gs      | G            | V            | N            | P            | Gf           | Gs           | G      | V      | N      | P      | Gf     | Gs     | DR  |
| ------------ | ----- | ------- | ------- | ------- | ------- | ------- | ------- | ------------ | ------------ | ------------ | ------------ | ------------ | ------------ | ------ | ------ | ------ | ------ | ------ | ------ | --- |
| Serie B      | 27    | 19      | 5       | 8       | 6       | 12      | 10      | 19           | 2            | 5            | 12           | 4            | 22           | 38     | 7      | 13     | 18     | 16     | 32     | -16 |
| Coppa Italia |       | 1       | 1       | 0       | 0       | 2       | 1       | 1            | 0            | 0            | 1            | 1            | 1            | 2      | 1      | 0      | 1      | 3      | 2      | +1  |
| Totale       |       | 20      | 6       | 8       | 6       | 14      | 11      | 20           | 2            | 6            | 12           | 5            | 23           | 40     | 8      | 13     | 19     | 19     | 34     | -15 |

### Statistiche dei giocatori
| Giocatore        | Serie B  | Serie B | Serie B     | Serie B    | Coppa Italia | Coppa Italia | Coppa Italia | Coppa Italia | Totale   | Totale | Totale      | Totale     |
| Giocatore        | Presenze | Reti    | Ammonizioni | Espulsioni | Presenze     | Reti         | Ammonizioni  | Espulsioni   | Presenze | Reti   | Ammonizioni | Espulsioni |
| ---------------- | -------- | ------- | ----------- | ---------- | ------------ | ------------ | ------------ | ------------ | -------- | ------ | ----------- | ---------- |
| R. Aiani         | 2        | -4      | ?           | ?          | -            | -            | -            | -            | 2        | -4     | 0+          | 0+         |
| E. Annoni        | 34       | 0       | ?           | ?          | 2            | 0            | ?            | ?            | 36       | 0      | ?           | ?          |
| R. Bacci         | 3        | 0       | ?           | ?          | -            | -            | -            | -            | 3        | 0      | 0+          | 0+         |
| R. Biondo        | 21       | 0       | ?           | ?          | 2            | 0            | ?            | ?            | 23       | 0      | ?           | ?          |
| G. Centi         | 23       | 0       | ?           | ?          | 1            | 0            | ?            | ?            | 24       | 0      | ?           | ?          |
| C. Cimmino       | 20       | 0       | ?           | ?          | 1            | 0            | ?            | ?            | 21       | 0      | ?           | ?          |
| M. De Mozzi      | 3        | 0       | ?           | ?          | -            | -            | -            | -            | 3        | 0      | 0+          | 0+         |
| G. Ferazzoli     | 35       | 5       | ?           | ?          | 2            | 0            | ?            | ?            | 37       | 5      | ?           | ?          |
| A. Fortunato     | 16       | 0       | ?           | ?          | -            | -            | -            | -            | 16       | 0      | 0+          | 0+         |
| G. Gattuso       | 19       | 0       | ?           | ?          | 2            | 0            | ?            | ?            | 21       | 0      | ?           | ?          |
| S. Giunta        | 23       | 1       | ?           | ?          | 2            | 0            | ?            | ?            | 25       | 1      | ?           | ?          |
| R. Lorenzini     | 29       | 2       | ?           | ?          | 1            | 0            | ?            | ?            | 30       | 2      | ?           | ?          |
| S. Maccoppi      | 36       | 0       | ?           | ?          | 2            | 1            | ?            | ?            | 38       | 1      | ?           | ?          |
| V. Maiuri        | 9        | 0       | ?           | ?          | -            | -            | -            | -            | 9        | 0      | 0+          | 0+         |
| A. Malinverno    | 1        | 0       | ?           | ?          | -            | -            | -            | -            | 1        | 0      | 0+          | 0+         |
| G. Mannari       | 22       | 3       | ?           | ?          | 2            | 0            | ?            | ?            | 24       | 3      | ?           | ?          |
| A. Mazzoleni     | 6        | 0       | ?           | ?          | -            | -            | -            | -            | 6        | 0      | 0+          | 0+         |
| V. Mazzuccato    | 19       | 0       | ?           | ?          | 1            | 0            | ?            | ?            | 20       | 0      | ?           | ?          |
| Milton           | 26       | 3       | ?           | ?          | 2            | 1            | ?            | ?            | 28       | 4      | ?           | ?          |
| E. Notaristefano | 32       | 0       | ?           | ?          | 2            | 0            | ?            | ?            | 34       | 0      | ?           | ?          |
| M. Savorani      | 36       | -28     | ?           | ?          | 2            | -2           | ?            | ?            | 38       | -30    | ?           | ?          |
| M. Sinigaglia    | 28       | 0       | ?           | ?          | -            | -            | -            | -            | 28       | 0      | 0+          | 0+         |
| F. Turrini       | 30       | 0       | ?           | ?          | 2            | 1            | ?            | ?            | 32       | 1      | ?           | ?          |
| A. Zian          | 14       | 1       | ?           | ?          | -            | -            | -            | -            | 14       | 1      | 0+          | 0+         |